# Sonata para piano n.º 8 (Beethoven)

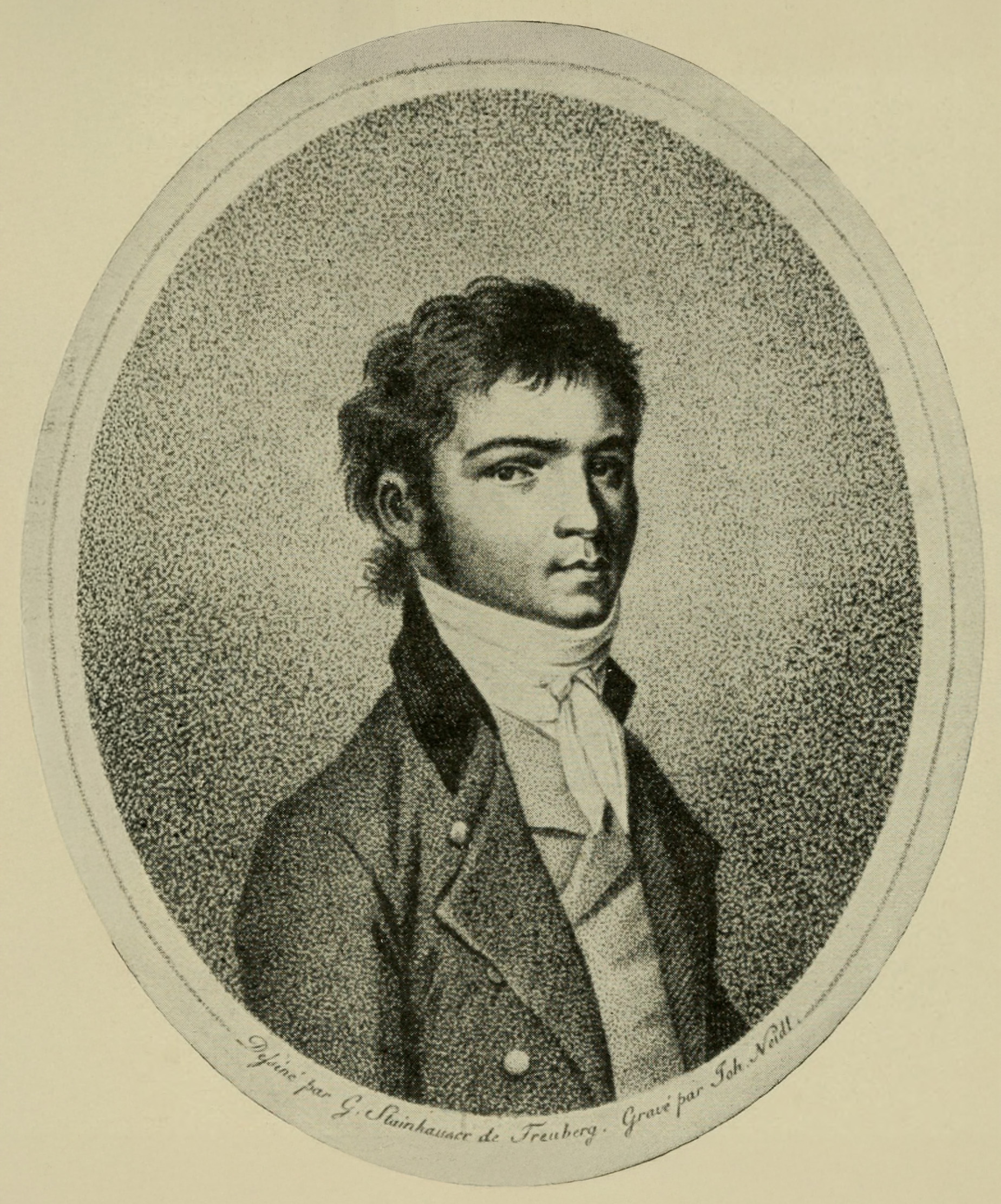
Beethoven en 1796.

La sonata para piano n.º 8 en do menor, Op. 13, subtitulada "Grande Sonate Pathétique" y conocida como "Pathétique" o "Patética", fue escrita por Ludwig van Beethoven entre 1798 y 1799, cuando el compositor tenía 27 años. La partitura está dedicada al príncipe Carl von Lichnowsky.

## Historia

### Composición

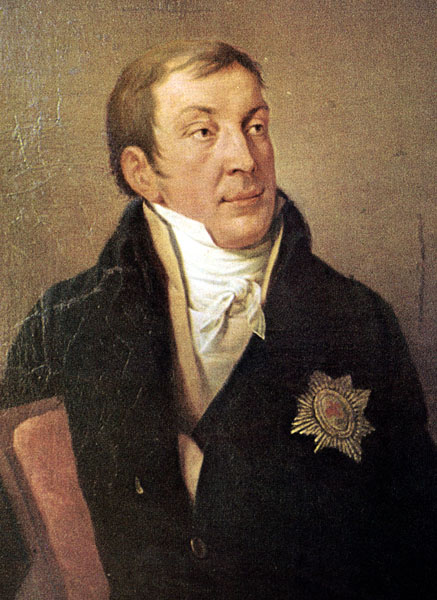
Príncipe Lichnowsky, dedicatario de la pieza.

La composición de la pieza se desarrolló entre 1798 y 1799. Hay borradores que datan de 1796 que contienen fragmentos de ideas posiblemente utilizadas en esta obra. Algunos fragmentos encontrados entre los bocetos empleados para los Tríos de cuerda, Op. 9. En cualquier caso, el opus 13 no fue concluido hasta solo unos pocos meses antes de su publicación, tal y como muestra un borrador fechado en 1799, que contiene un esbozo de los primeros compases del motivo de apertura de la sonata en una versión que aún no es la definitiva. No se conserva la partitura autógrafa.
Se trata de la sonata para piano más temprana de Beethoven en alcanzar la categoría de obra maestra y constituye además un hito en la evolución del género de la sonata para piano. Muchas de las grandes sonatas de este compositor son conocidas por sus apodos, tales como la "Waldstein", "Appassionata" y "Claro de luna". La Op. 13 también se conoce por el sobrenombre la "Patética". Pero a diferencia de las otras, que no recibieron su apodo hasta el siglo XIX, fue el propio Beethoven quien le dio el título de "Grande Sonate pathétique''. Sólo otra sonata para piano tiene un apodo original: "Les adieux" Op. 81a. Si bien, conforme a Charles Burkhart en realidad fue bautizada como "Grande Sonate pathétique", con la aprobación de Beethoven, por el editor que quedó impresionado por las trágicas sonoridades de la obra.
El sobrenombre viene dado, en primer lugar, por el uso de la tonalidad de do menor, que tenía un carácter muy especial para sus contemporáneos y no podemos reconstruirla con nuestros instrumentos musicales modernos bien temperados. Los teóricos de la música de la época describían la sonoridad del do menor como "afligida" (Rousseau) o "triste" (Mattheson), pero también como "colérica" y "furiosa" (Quantz) e imbuida de todo tipo de emociones apasionadas. Este carácter se ve reforzado por la marca de tempo del primer movimiento ("Grave") y los ritmos con puntillo del motivo de apertura. Gustav Schilling, en la Encyclopedie der gesammten musikalischen Wissenschaften (Enciclopedia de las ciencias musicales reunidas) de 1837, definió una composición como patética si "está en un estilo elevado y, por tanto, armónicamente rico, fuerte y sin ninguna dulzura ni mera delicadeza", criterios que la "Patética" de Beethoven cumple en todos los aspectos.

### Publicación

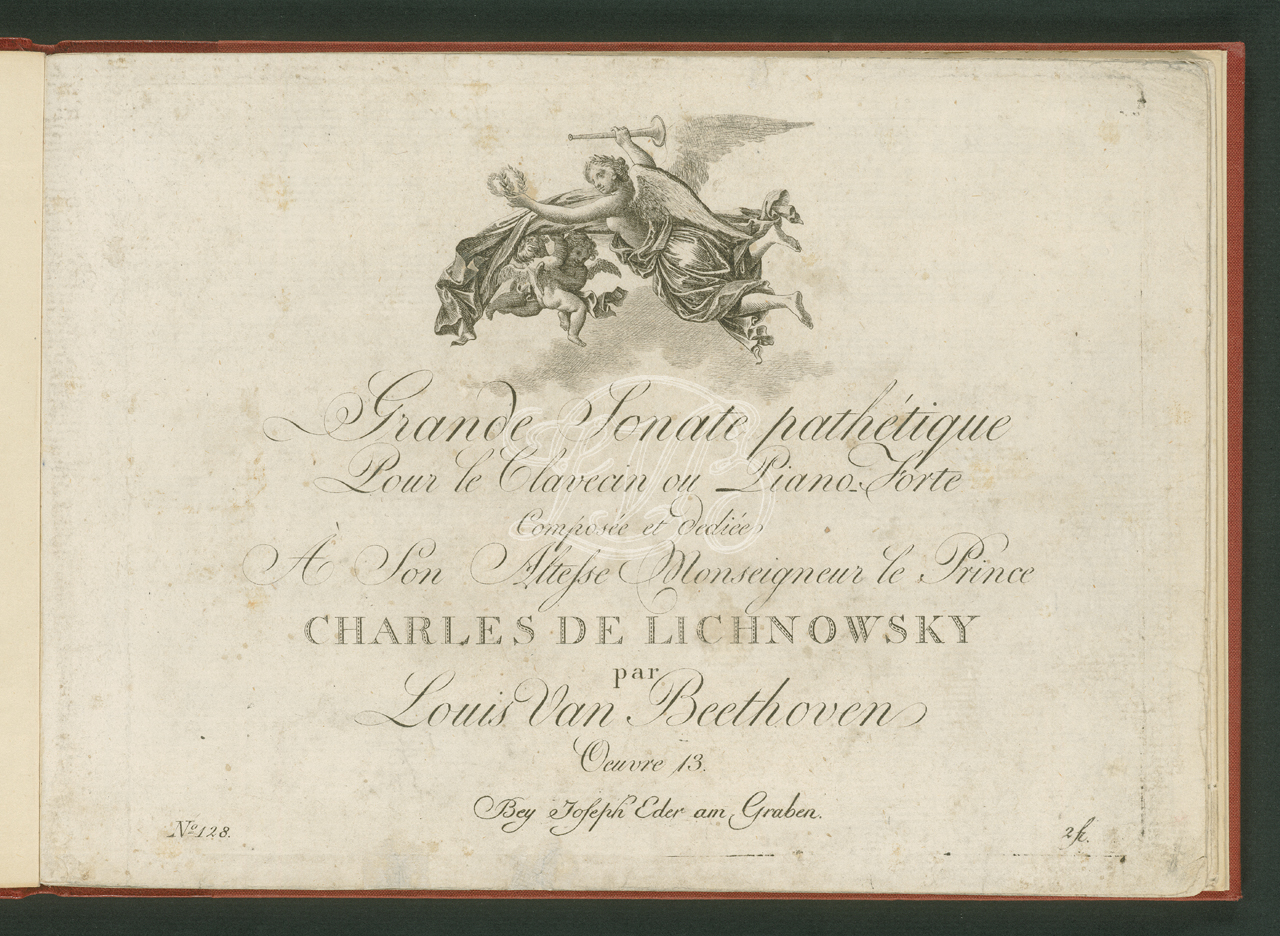
Portada de la edición de Joseph Eder (Beethoven Haus).

La primera publicación de la pieza fue llevada a cabo por el editor y también compositor Franz Anton Hoffmeister el 18 de diciembre de 1799 en Viena. Poco tiempo después los derechos de edición pasaron al editor Joseph Eder.
La dedicatoria que figura en la partitura impresa es para el Fürst (príncipe) Carl Alois von Lichnowsky, que era uno de sus mecenas más importantes. Poco después de que Beethoven llegara a Viena, Haydn le presentó al príncipe Lichnowsky y a su esposa Maria Christiane, que eran músicos aficionados y fervientes patrones de las artes. Durante varios años el príncipe y su esposa acogieron en su casa al joven compositor, le prestaron apoyo financiero e incluso organizaron reuniones en su casa en las que muchas de sus composiciones fueron interpretadas por primera vez. Además con su influencia le consiguieron el respaldo de otros aristócratas. Como muestra de gratitud, Beethoven dedicó al príncipe las siguientes composiciones musicales, todas anteriores a 1806: los tres Tríos para piano, Op. 1 (1795); las nueve variaciones para piano sobre "Quant'è più bello" de la ópera La molinara de Giovanni Paisiello, WoO 69 (1795); la Sonata para piano n.º 8 Op. 13 "Patética" (1798); la Sonata para piano n.º 12 Op. 26 (1801) y la Sinfonía n.º 2 (1802).

## Estructura y análisis
La sonata consta de tres movimientos:
- I. Grave – Allegro di molto e con brio, en do menor 4
4
- II. Adagio cantabile, en la bemol mayor 2
4
- III. Rondo. Allegro, en do menor 2
2

La interpretación de esta obra dura aproximadamente 20 minutos. Se trata de una pieza trascendental en la literatura pianística por sus valores de abstracción musical, así como por sus connotaciones filosóficas y las intuiciones de futuro de índole estructural. La estructura interna de la sonata es seguramente la más avanzada de las obras del primer período de Beethoven. Es considerada una de las obras cumbre del genio alemán así como una de las más interpretadas en público, tanto en vida del compositor como en la actualidad. 

### I.Grave – Allegro di molto e con brio
El primer movimiento, Grave – Allegro di molto e con brio, está escrito en la tonalidad de do menor, en compás de 4/4 y sigue la forma sonata. La obra se abre con una introducción lenta y meditativa, siento esta la primera vez que Beethoven emplea este recurso en una sonata. Presenta ritmos con puntillo asociados con la sección inicial de la obertura francesa. Este estilo regio se utilizaba en la época para transmitir una sensación de importancia a las obras sinfónicas y de cámara, pero no se había asociado a la sonata solista. La introducción parece plantear una pregunta o luchara por superar un dilema, la música busca resolución y alivio. Estos llegan en la exposición, que está marcada con la indicación de tempo Allegro di molto con brio y escrita en ritmo alla breve. Es entonces cuando el movimiento, impulsado por octavas en trémolo en la mano izquierda, se acelera y el tema se transforma en un enunciado de profunda ansiedad. Regresa el ambiente de incertidumbre y búsqueda, sin excluir las afirmaciones contundentes, lo que posiblemente indica un deseo de superar el sentimiento de duda. La introducción Grave suscita sentimientos de dolor atenuados por momentos de luz. Ligado de manera orgánica a la introducción, aparece el Allegro di molto e con brio, con un comienzo tormentoso, violentamente dramático y apasionado. Como es habitual en este autor, este primer tema contrasta con otro tema más melódico y expresivo. El tema de la introducción reaparece antes de la sección de desarrollo, así como antes de la coda final. Durante la breve sección de desarrollo predomina la tensión dramática, pero el tono general cambia en la recapitulación, que conduce a una coda, que cierra el movimiento. La tensión emocional del movimiento, concentrado, extenso y complejo, no se había dado nunca antes en la literatura pianística. Este movimiento es una de las pocas composiciones que contienen figuras de garrapateas o cuartifusas.

### II.Adagio cantabile
El famoso segundo movimiento, Adagio cantabile, está en la bemol mayor, en compás de 2/4 y responde a una forma rondó siguiendo el patrón ABACA con una breve coda. Empieza con una melodía suave, lánguida y melancólica, de una belleza otoñal que en apariencia puede parecer simple pero en realidad es armónicamente densa. Este tema domina todo el movimiento, eclipsando tanto el tenue segundo tema como el momento de tensión dramática de la parte central. El tema principal de este Adagio  empieza de forma casi idéntica a un episodio del movimiento lento de la Sonata para piano n.º 14, K. 457 de Wolfgang Amadeus Mozart. La idea principal se puede encontrar también en otras obras del maestro alemán como el Cuarteto de cuerda n.º 2 Op.18  y el Septeto Op. 20. 

### III.Rondo. Allegro
El tercer y último movimiento, Rondo. Allegro, retoma la tonalidad inicial de do menor y el compás es 2/2 o alla breve. En realidad se trata del segundo rondó de la sonata, ya que el movimiento central presenta las características propias de dicha forma. El Finale comienza con un tema elegante y elocuente acompañado por figuras arpegiadas tocadas por la mano izquierda. Aunque el ambiente parece luminoso, la música está teñida de melancolía, con independencia del jovial segundo tema. Tras la repetición y el desarrollo temático, el primer tema emerge a la vez más ágil y más delicado. Una extensa y brillante coda completa el movimiento. Es rico en inventiva y delicadeza, aunque de carga emocional inferior a la de los dos intensos movimientos anteriores.
Los expertos destacan la unificación temática de la sonata a partir de una célula cíclica,[¿quién?] que aparece en todas las secciones de la sonata: el núcleo temático del Grave se reproduce en el Allegro, y el segundo tema del Allegro es una amplificación del Grave. También es la base para el final de la melodía del Adagio cantabile y para el tema principal del Rondó. Se suelen destacar además las ambiciones sinfónicas y tímbricas de la sonata, muy rica en texturas. 

## Recepción de la obra
La Sonata Patética fue un éxito significativo e instantánea para Beethoven en su día. Debido a su popularidad fue publicada 17 veces en vida del compositor en su versión original para teclado así como en otras varios arreglos para pequeñas agrupaciones instrumentales. La partitura se vendió bien y contribuyó a forjar su reputación como compositor, no sólo como extraordinario pianista. Esta obra expuso al mundo los rasgos que Beethoven seguiría desarrollando en los años venideros. Dos de sus motivos melódicos están entre los más célebre de toda la producción beethoveniana: la idea con la que se abre el primer movimiento Grave y el tema principal del segundo movimiento.
El pianista y compositor Ignaz Moscheles tenía diez años cuando descubrió la obra en 1804. Al no poder permitirse comprar la música, la copió de un ejemplar de la biblioteca. Su profesor de música, al ser informado de su descubrimiento, hizo lo siguiente:

«me advirtió que no tocara ni estudiara producciones excéntricas antes de haber desarrollado un estilo basado en modelos más respetables. Sin hacer caso de sus instrucciones, no obstante, puse las obras de Beethoven en el piano en el orden de su aparición y encontré en ellas un consuelo y un placer que ningún otro compositor me había proporcionado jamás.»

Anton Schindler, músico amigo de Beethoven durante los últimos años del compositor, escribió:

«Lo que era la Sonata Patética en manos de Beethoven (aunque dejaba bastante que desear en cuanto a la limpieza de la interpretación) era algo que había que haber oído, y vuelto a oír, para estar completamente seguro de que se trataba de la misma obra ya conocida. Por encima de todo, cada elemento se convertía en sus manos en una nueva creación, en la que su forma de tocar siempre legato, una de las características particulares de su ejecución, formaba una parte esencial.»

## En la cultura popular
Esta obra ha servido de inspiración a artistas musicales de diversos géneros para crear sus propias versiones. Tanto las adaptaciones como las interpretaciones de la pieza original han sido incluidas en multitud de bandas sonoras de películas, programas de televisión, videojuegos, etc.

### Adaptaciones
Primer movimiento
- 1969 – "Island", canción del álbum Renaissance de la banda de rock progresivo británica Renaissance, que incluye una cita al primer movimiento de la sonata hacia el minuto 4:00.[15]
- 1972 – "Patetica", tema instrumental recogido en el álbum Appunti Per Un'Idea Fissa del grupo de rock progresivo italiano Capsicum Red, que adapta el primer movimiento para crear esta pieza.[15]
- 1997 – "Impossible", pista del álbum Wu-Tang Forever del grupo de rap estadounidense Wu-Tang Clan con Tekitha que emplea los acordes iniciales del primer movimiento de la Patética como parte de la base durante toda la pieza.[15]
- 1999 – "Latino Virus", tema instrumental de Warak basado en el primer y tercer movimiento de la Patética que aparece en el videojuego de simulación de baile Pump It Up.
- 2002 – "Remilia's Theme - Septette for the Dead Princess" de ZUN es el tema de Remilia Scarlet, jefa final del Touhou 6: Embodiment of Scarlet Devil, que está basado en el primer y tercer movimientos de la Patética.
- 2020 – "Snakeskin", canción del álbum Sawayama de la cantante japonesa Rina Sawayama cuyo inicio y cierre presentan una clara inspiración en el primer movimiento de esta sonata.

Segundo movimiento
- 1967 – "Adagio" canción del álbum Hlas Můj Nech Tu Znít de cantante checo Karel Gott, que se basa en el tema del Adagio del que toma el nombre.[16]
- 1976 – "Great Expectations", canción incluida en el álbum Destroyer de la banda de rock estadounidense Kiss. El inicio de la canción está inspirado en el tema inicial del segundo movimiento de la sonata.[16]
- 1982 – "Midnight Blue", canción del álbum Midnight Blue de la mezzosoprano operística inglesa Louise Tucker junto con el músico y productor Charlie Skarbek, que es una adaptación del Adagio que mezcla el estilo clásico con el synth pop.[16]
- 1983 – "This Night", canción del álbum An Innocent Man del cantante Billy Joel cuya melodía está basada en el tema del Adagio.[16]
- 1991 – "Oh Melancolía", pieza del álbum Canciones urgentes del cantautor cubano Silvio Rodríguez que hace referencia en la introducción a los primeros dieciséis compases del Adagio.
- 1999 – "Midnight Blue", versión hip hop de BanYa basada en el segundo movimiento de la Patética que aparece en el videojuego Pump It Up.[16]
- 2011 – "Beethoven‘s Piano Sonata No. 8 Pathetique" del álbum Voice de la pianista japonesa Hiromi Uehara, que hace una adaptación del Adagio para su trío de jazz con Anthony Jackson en el bajo y Simon Phillips a la batería.

Tercer movimiento
- 1999 – "Beethoven Virus", pieza instrumental techno-dance de BanYa basada en el tercer movimiento de la Patética que aparece en Pump It Up.[17]
- 1999 – "Latino Virus", tema instrumental de Warak basado en el primer y tercer movimiento de la Patética que aparece en Pump It Up.
- 2002 – "Remilia's Theme - Septette for the Dead Princess" de ZUN es el tema de Remilia Scarlet, jefa final del Touhou 6: Embodiment of Scarlet Devil, que está basado en el primer y tercer movimientos de la Patética.[17]

### Inclusión en bandas sonoras
- 1942 – Kings Row, película dirigida por Sam Wood en la que se puede escuchar el primer movimiento de la sonata.[18]
- 1944 – Gaslight, película de George Cukor con Charles Boyer, Ingrid Bergman y Joseph Cotten en la que está incluida esta sonata.[18]
- 1969 – A Boy Named Charlie Brown, película de animación de Bill Meléndez en cuya banda sonora figura la Patética.[18]
- 1993 – La edad de la inocencia, película de Martin Scorsese con Daniel Day-Lewis, Michelle Pfeiffer y Winona Ryder que incluye el Adagio de la sonata.[18]
- 1995 – Antes del amanecer, película de Richard Linklater protagonizada por Ethan Hawke y Julie Delpy que incluye el tercer movimiento de la sonata.[18]
- 1994 – Immortal Beloved, película de Bernard Rose con Gary Oldman en el papel de Beethoven, en la que la Sonata Patética interpretada por Murray Perahia forma parte de la banda sonora junto con otra muchas obras del genio alemán.[18]
- 1997 – The Lost World: Jurassic Park, película dirigida por Steven Spielberg en la que aparece el segundo movimiento de la sonata.[18]
- 1998 – Star Trek: Insurrection, película dirigida por Jonathan Frakes en la que se puede escuchar el primer movimiento Grave.[18]
- 2012 – The Magic of Belle Isle, película de Rob Reiner protagonizada por Morgan Freeman y Virginia Madsen que también emplea esta sonata.[18]
- 2018 – La maravillosa Señora Maisel, serie de Amy Sherman-Palladino cuya temporada 2 en el episodio 2 "Mid-way to Mid-town" incluye el tercer movimiento de la sonata.[18]
- 2019 – Mujercitas, película dirigida por Greta Gerwig que incluye el Adagio en su banda sonora.[18]